# Jennings Lodge
Jennings Lodge és una concentració de població designada pel cens dels Estats Units a l'estat d'Oregon. Segons el cens del 2000 tenia 7.036 habitants.

## Demografia
Segons el cens del 2000, Jennings Lodge tenia 7036 habitants, 2840 habitatges, i 1800 famílies. La densitat de població era de 1.687,3 habitants per km².
Dels 2840 habitatges en un 30,5% hi vivien nens de menys de 18 anys, en un 45,7% hi vivien parelles casades, en un 12,1% dones solteres, i en un 36,6% no eren unitats familiars. En el 28,3% dels habitatges hi vivien persones soles el 12,8% de les quals corresponia a persones de 65 anys o més que vivien soles. El nombre mitjà de persones vivint en cada habitatge era de 2,47 i el nombre mitjà de persones que vivien en cada família era de 3,03.
Per edats la població es repartia de la següent manera: un 25,1% tenia menys de 18 anys, un 9,8% entre 18 i 24, un 29,9% entre 25 i 44, un 21,6% de 45 a 60 i un 13,6% 65 anys o més.
L'edat mediana era de 36 anys. Per cada 100 dones de 18 o més anys hi havia 91,4 homes.
La renda mediana per habitatge era de 43.159 $ i la renda mediana per família de 50.996 $. Els homes tenien una renda mediana de 38.850 $ mentre que les dones 26.913 $. La renda per capita de la població era de 19.891 $. Aproximadament el 6,8% de les famílies i el 10,5% de la població estaven per davall del llindar de pobresa.

## Poblacions més properes
El següent diagrama mostra les poblacions més properes.